# Костромское водохранилище
Костромско́е водохрани́лище, или Костромско́й зали́в (расшире́ние, разли́в) Горьковского водохранилища (Костромско́е мо́ре) — водоём озёрного типа в нижнем течении реки Кострома; большая часть берега и акватории административно относятся к Костромскому району Костромской области, западный берег — к Любимскому, Даниловскому и Некрасовскому районам Ярославской области. Представляет собой обособленный широкий мелководный водоём со сложной формой берега, своеобразными физико-географическими и гидрологическими особенностями.

## История
Водохранилище затопило часть богатой озёрами и реками низины размером примерно 40 на 20 км. С запада Касть, с севера Соть, с востока Идоломка протекали по этой низине и сливались, давая реку Узакса, текущую на юг, где впадающую в реку Кострома, русло которой проходило с севера на юг восточнее перечисленных рек. В них впадало множество мелких рек и озёр разных размеров. В весенний разлив вся низина с конца марта по середину мая затоплялась водой.
Перед началом строительства пришлось переселить более 20 сельских населённых пунктов:
- Костромской район Костромской области:
  - Мисковский с/с: с. Мисково[5], примерно 500 дворов; с. Жарки[6], 250—280 дворов.
  - Куниковский с/с: с. Куниково, примерно 430—450 дворов; д. Ведёрки, 85-90 дворов; д. Вёжи[7], 50-55 дворов; д. Овинцы, 25-30 дворов; д. Прость, 25-30 дворов.
  - Губачёвский с/с: с. Сельцо-Никольское, дд. Губачёво, Пашутино, Новленское, Митино, Митинский овощесушильный завод, д. Скрывалово.
  - Саметский с/с: дд. Савиново, Саково, Новосёлово, Воронино, Трохач.
  - Деревня Моховатое, 22 дома; деревня Шода[8].
- Любимский район Ярославской области:
  - Деревни Ливенье, Бражниково.[4]

Перенесённые из затопляемых сёл и деревень ценные деревянные строения, в том числе церковь Спаса Преображения из села Вёжи (1628 год, сгорела в 2002 году), некоторые жилые и хозяйственные постройки, вошли в Костромской музей деревянного зодчества.
В 1955—1956 годах одновременно с началом работы Горьковской ГЭС было перекрыто плотиной русло реки Кострома у посёлка Куниково, что привело к затоплению обширной низины — созданию Костромского водохранилища (расширению Горьковского водохранилища). Для ограничения затопления сельскохозяйственных угодий берега в низовье были обвалованы — сооружена пятидесятикилометровая Идоломская дамба.

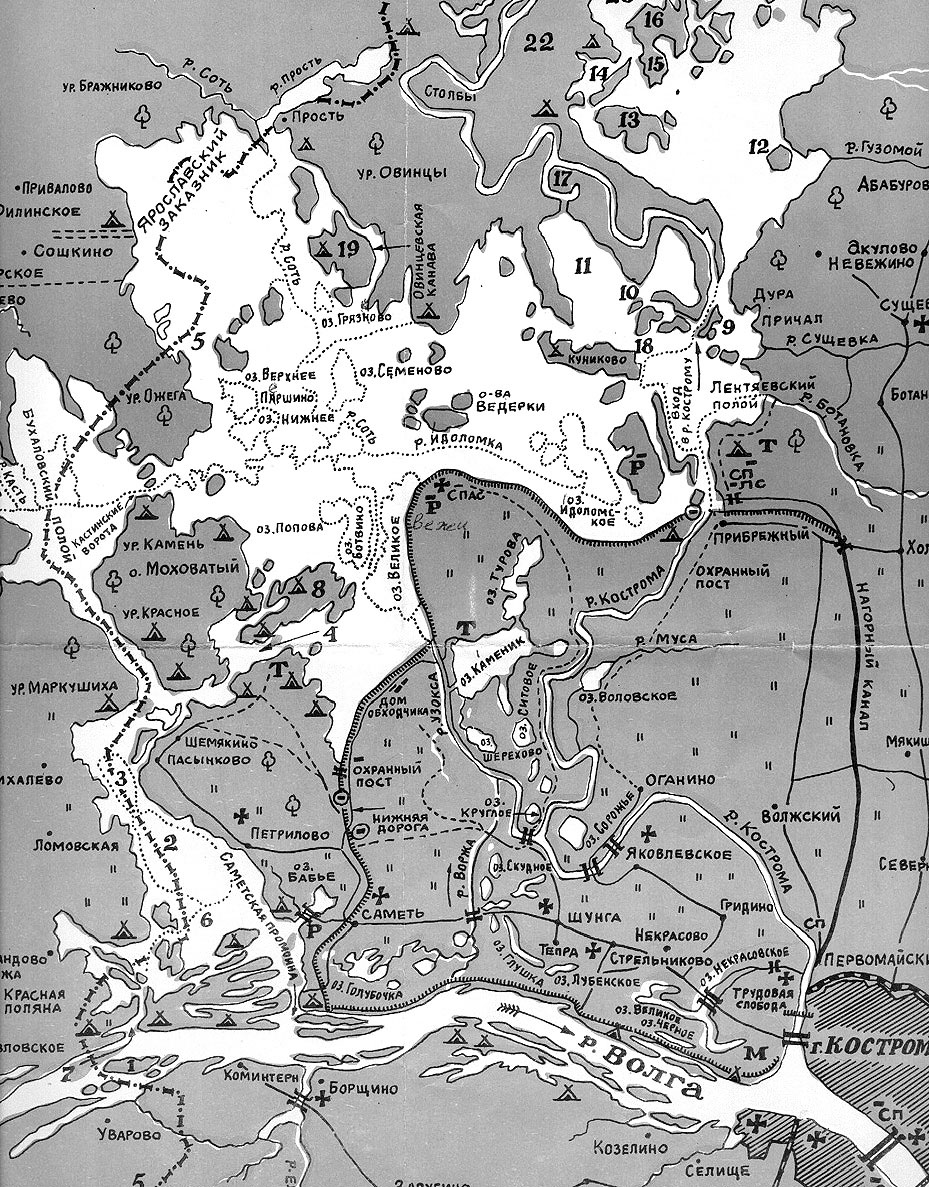
Карта территорий, затопленной Костромским водохранилищем

## Характеристика
Площадь — 176 (по другим данным 260) км², длина более 25 км, ширина около 15 км. Максимальная глубина — 8 м, средняя — 3-4 м. Высота над уровнем моря 84,3 м. Грунты — илистые и торфяные. Проточность невысокая.
С Волгой (Горьковским водохранилищем) Костромское водохранилище соединяется через бывшую реку Сезема и Саметскую промоину. Между ними находится большой остров, а за ним расширение, образованное на месте озёр Большое и Лебединое. Выше расширения находится остров Моховатый, с запада от него — промоина к Бухаловскому полою — заливу, образованному реками Касть и её бывшим притоком Вопша, к востоку — промоина Северный Канал, за которой самое большое расширение водохранилища. С заливом Вопши и Касти оно также связано через бывшее устье Касти — Кастинские Ворота. На его месте ранее протекали реки Соть и Идоломка; располагались озёра Ботвиново, Великое, Верхнее Першино, Грязново, Идоломское, Нижнее Першино, Попова, Семёново. К востоку от него находится отделённый островами Лентяевский полой, на месте которого ранее протекала Кострома. Расширение к северу от предыдущего отделено от того полуостровом, по которому протекает Кострома. Ещё одно небольшое расширение находится на северо-западе, оно образовано разлившейся рекой Прость.
С основной частью Горьковского водохранилища также есть связь через бывшее нижнее течение реки Кострома, фактически превращённое в канал с уровнем воды ниже чем в водохранилище; и через специально созданный короткий и прямой Нагорный канал, имеющий тот же уровень, что у водохранилища.
Крупнейшие притоки (по часовой стрелке от Волги): Вопша, Касть, Соть, Воньга, Прость, Кострома и её протока Глушица, Меза, Езильница, Юрчановка, Гузомон, Барзюковка, Сущевка, Болтановка, Бродок.
Имеется пара десятков больших и маленьких островов. Самые крупные из них — остров Моховой и остров у соединения с Горьковским водохранилищем. Прочие острова: Барань, Белкина Грива, Берёзовый, Вёжи, Гребешково, Жарковский, Заячий, Козлиха, Красная Грива, Мусковский, Семиново, Скорбатый, Хмельники, острова Ведерки, Плоские.
Берега на большом протяжении заболочены, в связи с чем населённые пункты в основном расположены на некотором удалении от них. Вблизи берега населённые пункты расположены лишь в южном расширении: Некрасовский район (западный берег) — Ивановская, Ломовская, Михалево; Костромской район (восточный берег) — Шемякино, Разлив, Петрилово, Саметь; и на южном берегу центрального расширения: Костромской район — Прибрежный, Спас.
На северо-западных берегах водохранилища расположен федеральный зоологический заказник «Ярославский».
Костромское водохранилище регулирует вызванные работой Рыбинской ГЭС суточные и недельные колебания уровня воды в Горьковском водохранилище, уменьшая их амплитуду с 200 до 20 см. В нём происходит воспроизводство и нагул рыб Горьковского водохранилища.